# Foliabitus
Genre
Foliabitus est un genre d'araignées aranéomorphes de la famille des Salticidae.

## Distribution
Les espèces de ce genre se rencontrent en Chine et au Viêt Nam.

## Liste des espèces
Selon World Spider Catalog (version 21.5, 04/08/2020) :
- Foliabitus longzhou Zhang & Maddison, 2012
- Foliabitus scutigerus (Żabka, 1985)
- Foliabitus weihangi Lin & Li, 2020

## Publication originale
- Zhang & Maddison, 2012 : New euophryine jumping spiders from Southeast Asia and Africa (Araneae: Salticidae: Euophryinae). Zootaxa, no 3581, p. 53-80.